# 阿夫特河
51°33′30.24″N 8°33′25″E / 51.5584000°N 8.55694°E

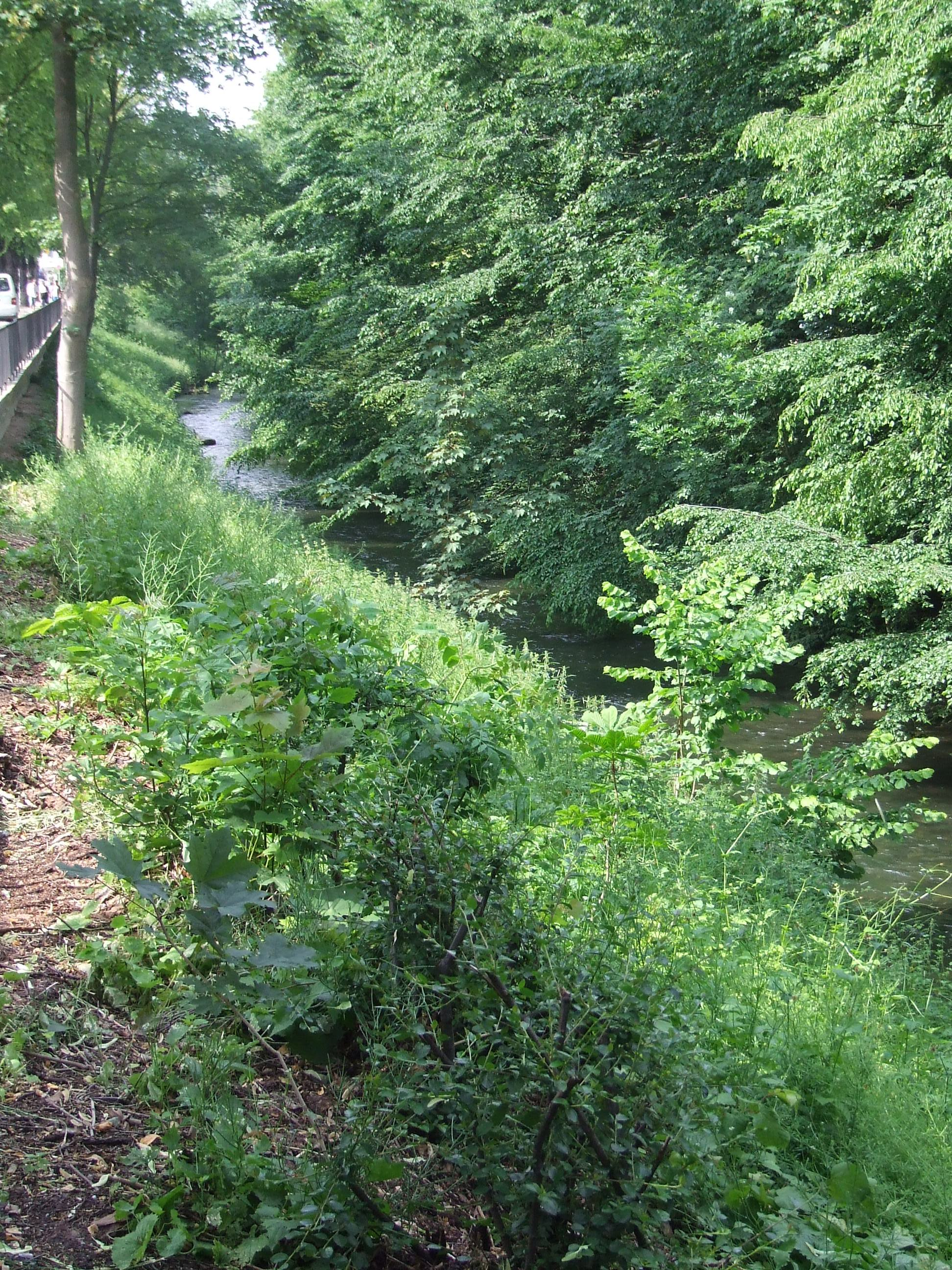

阿夫特河（德語：Afte），是德國的河流，位於該國西部，處於北萊茵-威斯特法倫州，屬於阿爾默河的右支流，河道全長24公里，流域面積172平方公里，河口處在比倫。